# Punta seca
La punta seca és una tècnica de gravat de la família de gravats, en la qual s'incideix una imatge en una placa (o "matriu") amb una "agulla" de punta dura de metall afilat o punta de diamant. En principi, el mètode és pràcticament idèntic al gravat. La diferència està en l'ús d'eines, i que la carena elevada al llarg del solc no es raspa ni és llima com en el gravat.
Amb aquest mot definim tant l'instrument com la tècnica de gravat.
- Instrument que sembla un llapis, amb una punta d'un acer dur o d'una pedra com el diamant.
- La punta seca és una modalitat de gravat al buit; la tinta es diposita a les parts gravades. La matriu és de metall; això significa que és un gravat calcogràfic. Com calcografia, es treballa de manera directa per acció manual.

## Procés
Aquesta tècnica és molt similar a la del gravat al burí. L'artista dibuixa la imatge sobre una planxa de zinc o de coure, sense tractar. A mesura que es va fent la incisió es va produint un solc, aixecant a banda i banda una espècie de suaus crestes de metall anomenades rebaves o barbes. Aquestes rebaves retenen certa quantitat de tinta i donen al traç de la punta seca un aspecte ric i vellutat. Les rebaves són delicades i es desgasten amb la contínua pressió del tòrcul per què no s'acostuma a fer un tiratge superior a 20 o 30 estampes. Per augmentar les possibilitats del tiratge es pot encerar la matriu. Com qualsevol gravat calcogràfic, l'estampació de la punta seca es fa entintant la planxa, netejant-la, col·locant un paper humit damunt d'ella i introduint-la en el tòrcul.

## Artistes
- Dürer, el primer artista que sabem que utilitza aquesta tècnica.
- Rembrandt

## Galeria d'imatges

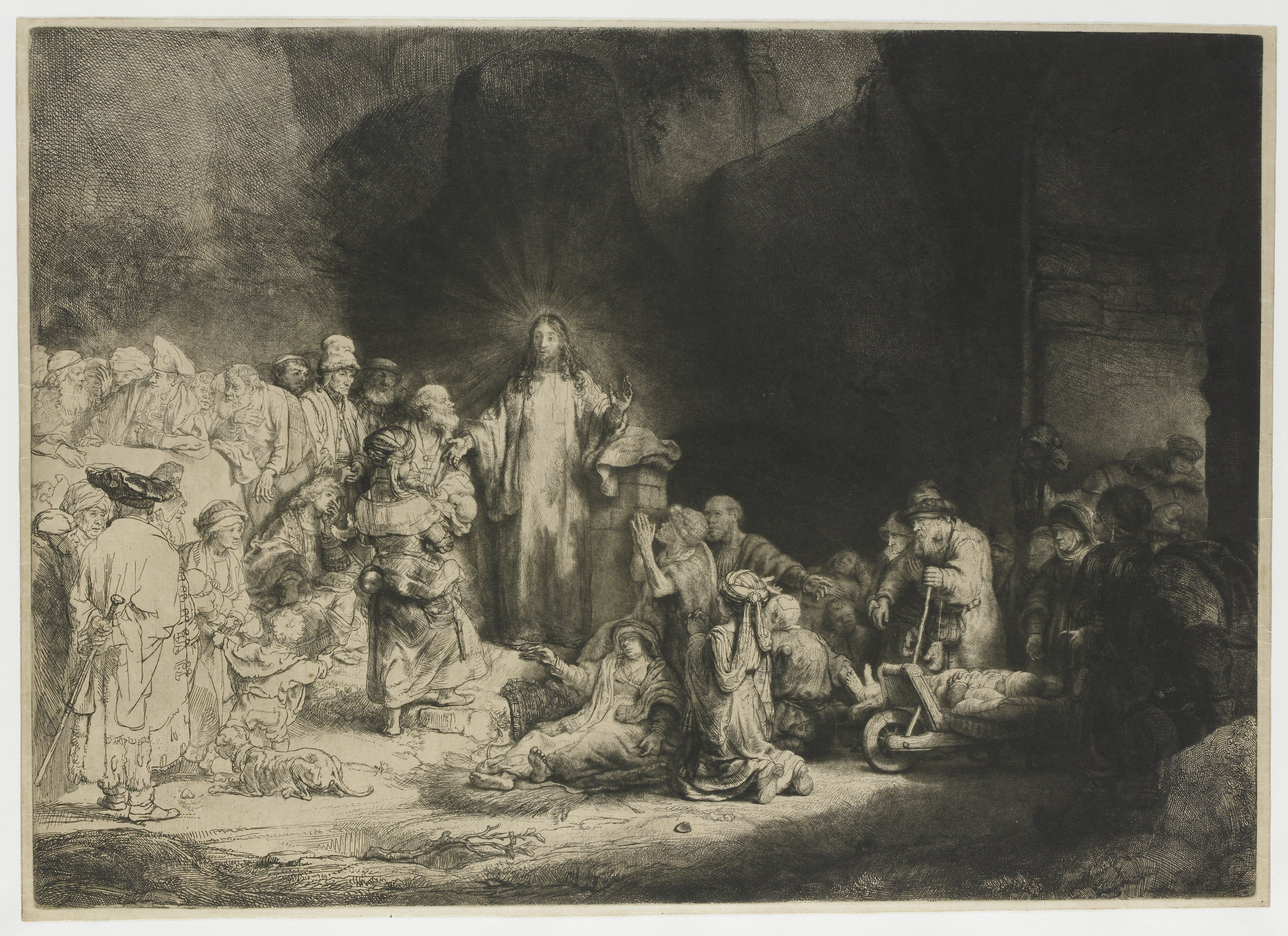
Rembrandt, The Hundred Guilder, 1647-1649, punta seca i burí, 27.8 x 38.8 cm.
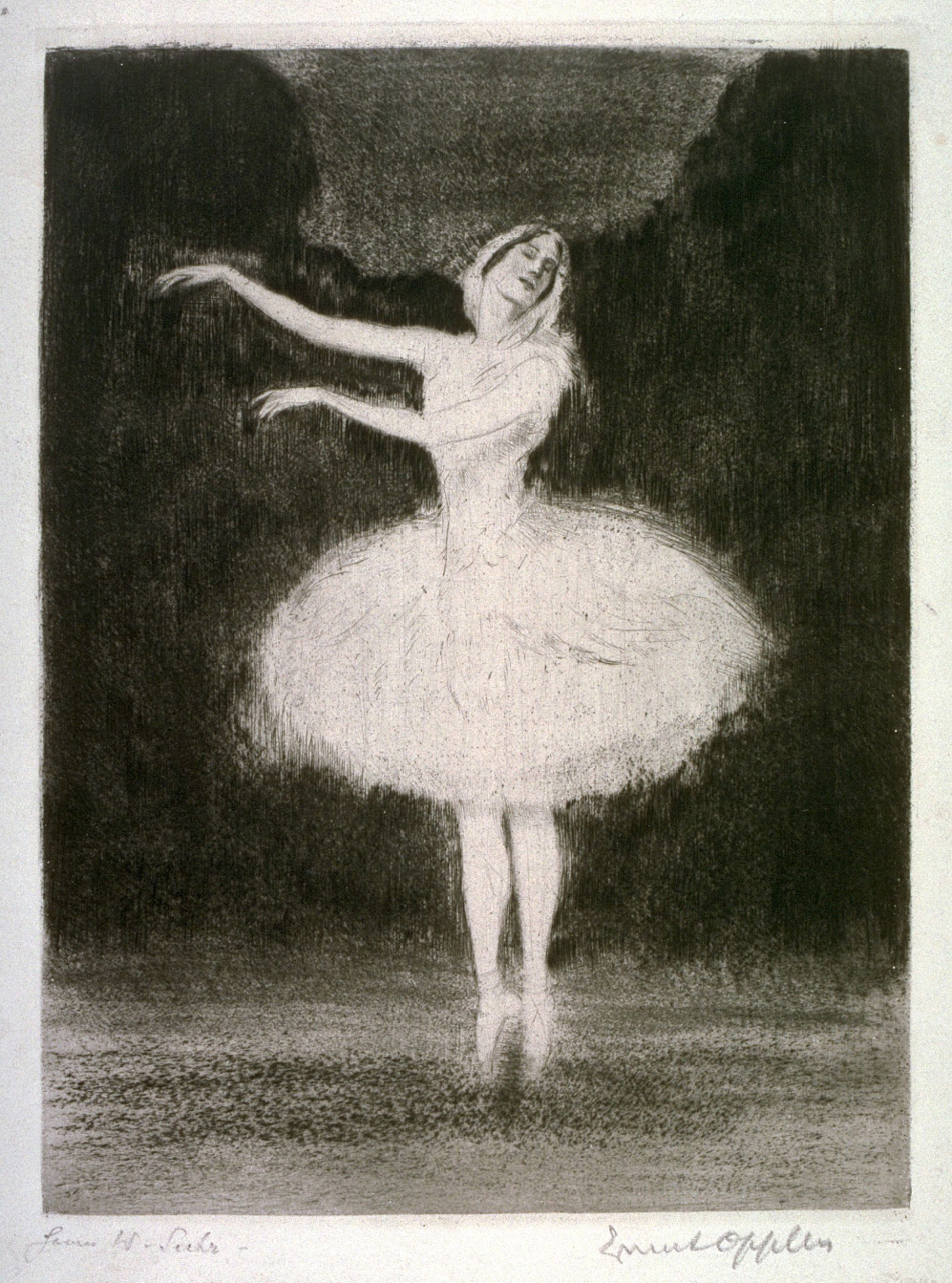
Ernst Opple, Ballarina, punta seca, 20.7 x 15.6 cm.
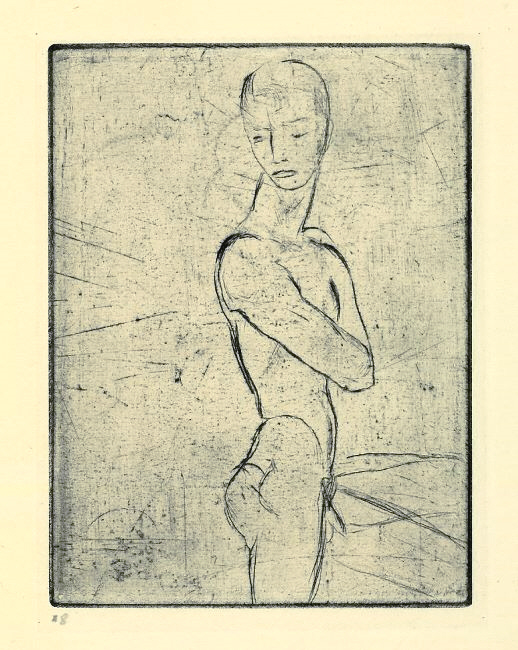
Wilhelm Lehmbruck, Jünglings-Halbakt, punta seca, 15.8 x 12 cm,1911